# Heart and Soul (Steve Brookstein)
Heart and Soul è l'album di debutto del cantante soul britannico Steve Brookstein, pubblicato il 9 maggio 2005 dall'etichetta discografica Sony, pochi mesi dopo la vittoria della prima edizione britannica del talent show X Factor.
L'album è stato promosso dal singolo, la cover del noto brano Against All Odds, che ha raggiunto la prima posizione dei singoli britannica. Tale posizione è stata raggiunta anche dall'album stesso nella relativa classifica, restando tuttavia in classifica per solo cinque settimane.
È composto interamente da cover di brani classici di genere soul.

## Tracce
CD (Simco 82876 691852 (Sony BMG) [uk] / EAN 0828766918526)
1. Dance with My Father – 4:19 (Luther Vandross, Richard Marx) – (cover del brano di Luther Vandross)
2. How Can You Mend a Broken Heart – 4:35 (Barry Gibb, Robin Gibb) – (cover del brano dei Bee Gees)
3. Yah Mo B There – 3:40 (James Ingram, Michael McDonald, Rod Temperton, Quincy Jones) – (cover del brano di James Ingram e Michael McDonald)
4. If You Don't Know Me by Now – 3:40 (Kenny Gamble, Leon Huff) – (cover del brano di Harold Melvin & the Blue Notes)
5. We've Only Just Begun – 3:19 (Paul Williams, Roger Nichols) – (cover del brano dei Carpenters)
6. Ooh Baby Baby – 2:49 (Smokey Robinson, Pete Moore) – (cover del brano dei Miracles)
7. Your Love Keeps Lifting Me (Higher and Higher) – 3:50 (Gary Jackson, Raynard Miner and Carl Smith) – (cover del brano di Jackie Wilson)
8. Help Me Make It Through the Night – 3:55 (Kris Kristofferson) – (cover del brano di Kris Kristofferson)
9. Against All Odds – 3:18 (Phil Collins) – (cover del brano di Phil Collins)
10. Hang On in There Baby – 3:20
11. I Don't Want to Talk About It – 4:13
12. Kiss and Say Goodbye – 3:12 (Winfred Lovett) – (cover del brano dei Manhattans)
13. Have I Told You Lately That I Love You? – 4:17 (Van Morrison) – (cover del brano di Van Morrison)
14. Until You Come Back to Me (That's What I'm Gonna Do) – 5:44 (Morris Broadnax, Clarence Paul, Stevie Wonder) – (cover del brano di Aretha Franklin)

Durata totale: 54:11

## Classifiche
| Classifica (2008) | Posizione massima |
| ----------------- | ----------------- |
| Regno Unito       | 1                 |
| Irlanda           | 20                |